# バク・ハンヨン
パク・ハンヨン（朴 漢用、1951年4月13日 - 2019年8月27日）は、大韓民国の企業であるポスコの代表取締役を務めていた。東萊高校と高麗大学（韓国大学?）統計学を卒業した。2019年8月27日に悪性リンパ腫により他界。多くの人がその死を悼んだ。